# 吉野川市立種野小学校
吉野川市立種野小学校（よしのがわしりつ たねのしょうがっこう）は、かつて徳島県吉野川市美郷にあった公立小学校。2018年3月に閉校となり、吉野川市立高越小学校に再編された。

## 概要
- 2015年6月6日、美郷ほたる館周辺で行われた蛍祭りに参加した。蛍の保護と美郷のPRが目的である[1]。

### 校歌
- 作詞: 渡辺正勝
- 作曲: 三木副エ

## 沿革
- 1881年（明治14年） - 高等科を創立。
- 1914年（大正3年） - 平野山尋常高等学校となる。
- 1947年（昭和22年） - 徳島県麻植郡三山村種野山小学校と改称。
- 1955年（昭和30年） - 町村合併のため美郷村種野小学校となる。
- 2004年（平成16年） - 町村合併のため吉野川市立種野小学校となる。
- 2018年（平成30年）3月31日 - 種野・川田・川田中・川田西の4小学校が統合し、同年4月1日より吉野川市立高越小学校に再編されるに伴い閉校。同年3月23日に閉校式が行われた。